# Пасирано
Пасира̀но (на италиански: Passirano, на източноломбардски: Pasirà, Пасира) е градче и община в Северна Италия, провинция Бреша, регион Ломбардия. Разположено е на 250 m надморска височина. Населението на общината е 7167 души (към 2013 г.).